# Chema Andrés
José María Andrés Baixauli dit Chema Andrés, né le 25 avril 2005 à Valence en Espagne, est un footballeur espagnol qui joue au poste de milieu central au VfB Stuttgart.

## Biographie

### En club
Né à Valence en Espagne, Chema Andrés est notamment formé par le Levante UD avant de rejoindre le Real Madrid lors de l'été 2018, afin d'y poursuivre sa formation.
Souvent surclassé dans les équipes de jeunes, il est notamment coaché par Xabi Alonso avec les moins de 14 ans du Real Madrid. Il est notamment comparé à Sergio Busquets pour sa grande taille, son intelligence et sa capacité à organisé le jeu, Chema devient à partir de 2022 un joueur important de l'équipe Juvenil A du Real Madrid, alors entraînée par Álvaro Arbeloa, bien qu'il soit l'un des plus jeunes joueur de son équipe.
Lors de la saison 2022-2023, il joue avec la Juvenil A et participe à la finale de la coupe d'Espagne de cette catégorie d'âge, remportée par les jeunes madrilènes face à leurs homologues de l'UD Almería le 13 mars 2023.
Chema Andrés commence la saison 2023-2024 avec la Juvenil A avant d'être intégré en mars 2024 à le Real Madrid Castilla, l'équipe réserve du club.
Le 27 juillet 2025, Chema Andrés prend la direction de l'Allemagne en signant en faveur du VfB Stuttgart pour un contrat courant jusqu'en juin 2030.

### En sélection
Chema Andrés est convoqué avec l'équipe d'Espagne des moins de 19 ans pour participer au Championnat d'Europe des moins de 19 ans en 2024. Après avoir battu l'Italie le 25 juillet grâce à un but de Pol Fortuny (0-1 après prolongation), l'Espagne atteint la finale de la compétition.

## Statistiques
| Saison                | Club                  | Championnat           | Championnat | Championnat | Championnat | Coupe(s) nationale(s) | Coupe(s) nationale(s) | Coupe(s) nationale(s) | Compétition(s) continentale(s) | Compétition(s) continentale(s) | Compétition(s) continentale(s) | Compétition(s) continentale(s) | Total | Total | Total |
| Saison                | Club                  | Division              | M.          | B.          | P.d.        | M.                    | B.                    | P.d.                  | Comp.                          | M.                             | B.                             | P.d.                           | M.    | B.    | P.d.  |
| 2024-2025             | Real Madrid           | Liga                  | 2           | 0           | 0           | 1                     | 0                     | 0                     | C1                             | 0                              | 0                              | 0                              | 3     | 0     | 0     |
| Total sur la carrière | Total sur la carrière | Total sur la carrière | 2           | 0           | 0           | 1                     | 0                     | 0                     | -                              | 0                              | 0                              | 0                              | 3     | 0     | 0     |

## Palmarès
Espagne -19 ans
- Championnat d'Europe
  - Vainqueur en 2024